# DSpace
DSpace è un software open source utilizzato per creare depositi istituzionali Open Access per le pubblicazioni scientifiche digitali. Questo software risponde ai bisogni specifici dei sistemi di archiviazione digitale, focalizzati sul deposito a lungo termine, l'accesso e la preservazione dei contenuti digitali. La piattaforma DSpace è stata sviluppata inizialmente per istituzioni scientifiche ed accademiche, ma è anche usata da musei, archivi di Stato, Biblioteche Nazionali, consorzi ed enti commerciali per gestire il proprio assetto digitale.

## Storia
Sviluppato dal MIT in collaborazione con HP e pubblicato nel 2002, DSpace ha rappresentato la prima esperienza di successo di deposito istituzionale. Dal primo incontro tra le istituzioni che utilizzano DSpace, avvenuto nel 2004, è nata la DSpace Federation che promuove la collaborazione e la cooperazione tra i membri per lo sviluppo del software e della sua interoperabilità. Nel 2007, inoltre, MIT e HP hanno costituito la DSpace Foundation, un'organizzazione no-profit di leadership e supporto.

## Caratteristiche tecniche
DSpace permette di personalizzare l'interfaccia fornendo due opzioni di scelta per rispondere alle esigenze delle diverse istituzioni: l'interfaccia tradizionale (basata su JSP) e Manakin (basata su XML).
Dublin Core è lo standard di metadata su cui si basa l'applicazione DSpace. Tuttavia si possono inserire altri schemi (come MARC) per adattare lo standard a diverse necessità. Per quanto riguarda i formati delle risorse digitali, il software può riconoscerne e gestirne vari tipi come: PDF, Word, JPEG, MPEG e TIFF. Inoltre fornisce un registro in cui si può inserire qualsiasi formato non ancora riconosciuto per garantirne una futura identificazione.
DSpace supporta i comuni standard di interoperabilità diffusi nell'ambito dei depositi istituzionali come l'OAI-PMH, OpenSearch, OpenURL e RSS. Il software è disponibile in più di 20 lingue e può essere configurato per supportarne diverse contemporaneamente, in modo che la lingua venga selezionata di volta in volta a seconda delle impostazioni del browser dell'utente.

## Funzionamento
Per dare un’idea del funzionamento di DSpace si può far riferimento al funzionamento generale (workflow) dei depositi istituzionali. Questo flusso di lavoro contrappone alla sequenzialità dei processi editoriali a stampa una serie di fasi integrate tra loro. Queste fasi comprendono:
- Inserimento della risorsa digitale e dei metadata (submission)
- Peer review
- Metadata editing
- Validazione del contenuto
- Memorizzazione nel deposito
- Gestione identità, integrità e completezza del documento
- Preservazione
- Ricerca
- Navigazione
- Gestione delle licenze di accesso
- Personalizzazione
- Comunicazione e messaggistica
- Lavoro di comunità[3]

Riassumendo brevemente quello che è un processo molto più complesso e articolato, si può concentrare l'attenzione su alcuni passaggi salienti. Innanzitutto gli utenti autorizzati ad immettere i documenti sul deposito devono, attraverso semplici maschere, inserire i metadati (metadata editing), inviare i documenti (submission) e visualizzare le informazioni che riguardano i diritti e le licenze d'accesso ed eventualmente modificarle (gestione delle licenze d'accesso). L'istituzione procede, poi, alla verifica e alla validazione dei documenti immessi per garantirne la qualità (peer-review, validazione del contenuto). Una volta approvato, il documento viene inserito nell'archivio (memorizzazione nel deposito) che si occupa della sua conservazione a lungo termine (preservazione). A questo punto le risorse sono disponibili per la ricerca e la navigazione da parte degli utenti.
La condivisione e la collaborazione tra gli utenti del deposito non è limitata alle prime fasi di peer-review e validazione del contenuto, ma attraversa in modo trasversale le varie attività della gestione del workflow fino al lavoro di comunità che riusa, commenta, integra le risorse digitali già pubblicate e costituisce la vera innovazione dei depositi istituzionali.